# Filmora
Wondershare Filmora és un programari d'edició de vídeos lliure amb opció de poder pagar pel servei, de manera que hi hagi més opcions disponibles i que a l'hora d'exportar el projecte no hi hagi la marca d'aigua del software. Té una interfície senzilla d'utilitzar pels usuaris i dona força llibertat d'opcions d'edició de materials audiovisuals, tant sons, com imatges com vídeos. Filmora és un programari orientat cap a principiants i usuaris casuals, no està destinat a un públic expert en l'entorn audiovisual, tot i que inclou opcions d'edició complexes com altres programaris com Adobe Premiere. També té la capacitat de crear vídeos d'alta qualitat en HD i 4K. Wondershare Filmora és un editor de vídeo compatible amb dos dels sistemes operatius més importants del món, Windows i Mac. En el cas del sistema Windows, és compatible amb tots els dispositius, mentre que en el cas de Mac, és compatible amb MacBook, MacBook Pro, MacBook Air i iMac.
Actualment, la versió més puntera d'aquest programari és la Filmora v9.2.7.13, llançada el 27 d'agost de 2019. Aquesta versió inclou un botó de renderització i a més s'ha afegit la funció de renderitzat de previsualització Intel·ligent, per una edició més fluïda.També inclou més de 30 opcions de plantilles animades de pantalla dividida. En aquesta nova edició s'inclou la funció de ris automàtic, que permet que els espais entre clips s'eliminin automàticament, i els clips situats a la dreta de l'espai eliminat s'alineïn i se sincronitzin en bloc. Hi ha una carpeta per emmagatzemar els mitjans més utilitzats i poder-los utilitzar per diversos projectes. Per acabar, hi ha la possibilitat de configurar la durada de múltiples fotos a fotogrames d'1 segon, cosa que facilita la creació de vídeos de time-lapse.

## Història
Wondershare Filmora inicia la seva història l'any 2003, amb la creació de Wondershare Software Ltd. El primer producte llançat va ser Wondershare Photo2VCD. L'any 2004 va sortir al mercat Wondershare PPT2DVD. El 2005 s'amplia la línia de productes a conversió d'àudio i vídeo. L'any 2006 es presenta una àmplia gamma d'aplicacions a l'àrea de programari multimèdia. Al 2007 es llençar la primera aplicació per a usuaris de Macintosh, l'empresa va col·laborar amb el distribuïdor líder de programari a Europa i va entrar al mercat minorista europeu. Al 2008 es va establir la sucursal al Japó i Filmora es va associar amb Softbank, el distribuïdor de programari No.1 al Japó. L'any 2009 s'estableix la primera sucursal a Europa. Al 2010, Filmora va establir la seva sucursal a Hong Kong, Xina. L'any 2011, va entrar al rànquing de la revista Forbes com a empresa xinesa amb potencial, entrant al “Forbes 2011 China Potential Enterprises”. El març de 2012, Wondershare torna a ser una de “Forbes 2012 China Potential Enterprises”. El 2014, Wondershare Filmora s'estableix com a empresa tecnològica a Canadà. El 2015 l'empresa llença una nova eina d'edició de vídeo multiplataforma a tot el món, l'actual Filmora9, que ha anat actualitzant-se i millorant-se amb el pas dels anys.

## Característiques generals[1]
Aquest programari inclou un seguit de característiques bàsiques que es mencionen a continuació:
- Inserció de text i títols animats de la biblioteca als vídeos creats.

- Inclou una gran biblioteca de música, que també permet agregar la música seleccionada pels usuaris als muntatges finals.

- Hi ha l'opció d'incloure superposicions i filtres de vídeo.

- S'inclou una opció de seleccionar elements de la biblioteca, com és el cas d'imatges i gràfics en moviment.
- Permet fer una vista prèvia de marc por quadre. Això deixa controlar de manera precisa el vídeo i l'àudio de cada fotograma del treball.

- Hi ha un control de velocitat, que pernet configurar el ritme dels clips per crear efectes de càmera lenta o ràpida.

- L'opció d'inversió destaca per la seva capacitat d'invertir les imatges.

- Filmora té suport HD per aportar millor qualitat i resolució a les produccions.

- S'inclouen diverses transicions per combinar fàcilment múltiples imatges i vídeos seguits.

- Hi ha l'opció de separar l'àudio per eliminar el soroll de fons o per silenciar un clip, per afegir un so per sobre.

- Permet importar, editar i exportar arxius en format GIF.

- Hi ha un mesclador i equalitzador d'àudio, que permeten millorar la qualitat sonora del vídeo.
- S'inclou l'opció de retallar i acostar les imatges i vídeos.
- Es permet controlar els colors i tons dels treballs de manera avançada.
- Permet l'edició de vídeos en pantalla verda o croma. Aquesta és una de les eines més professionals de tot el programari.
- Els idiomes en els quals es pot configurar el programa són els següents: espanyol, anglès, alemany, francès, italià, portuguès.

## Productes
Wondershare Filmora és una empresa que inclou diversos productes a disposició dels seus clients. Hi ha 3 possibles programaris oferts, i tots inclouen dues versions, la primera és gratuïta i limitada, i la segona és de pagament i completa. Filmora9 és el producte principal, que ve explicat en aquest article. Els dos productes menys cèlebres de l'empresa són els següents:
Filmora Pro: És un programari d'edició de vídeos orientat a professionals de l'audiovisual. Inclou unes opcions més complexes i precises que Filmora9. Les funcions que permet aquest software són les següents: 
- Sincronització automàtica d'àudio, en cas que hi hagi un fitxer d'àudio amb una qualitat superior, es pot substituir l'àudio original automàticament.
- Compressor d'àudio, permet controlar els alts i els baixos de l'àudio.
- Reducció de soroll no desitjat, com les multituds o el vent.
- Transicions d'àudio, es poden aplicar fosos creuats o superposicions per fer fluid el so entre els clips.
- Correcció de color en detall en els vídeos.
- Inserció d'animacions de la biblioteca de Wondershare Filmora per millorar els vídeos.
- Mothion Graphics i efectes de text personalitzables.
- Editor de pistes i gràfics, permet establir fotogrames clau per controlar els efectes de vídeo i fixar les animacions.

Filmora Scn: És un programari destinat a gravar la pantalla del dispositiu que els usuaris desitgin. Les funcions que permet aquest software són les següents: 
- Cursor canviable, permet ajustar la mida, la forma i el color del cursor perquè es destaquin els elements seleccionats.
- Edició completa, permet editar els vídeos un cop han estat enregistrats.
- 2 Equips, aquest programari inclou la gravació de la pantalla i/o càmera web simultàniament.
- Importa en múltiples formats, deixa importar imatges, vídeos, i altres arxius multimèdia gravats fora de programa.
- Pot gravar entre 15-120 fotogrames per segon, perfecte per gravar videojocs amb alta resolució.
- Exporta a MP4, MOV, GIF.
- Hi ha una opció que permet afegir una segona imatge o vídeo a la gravació.
- Es pot triar si volem gravar tot o part de la pantalla del dispositiu.
- Permet afegir text i altres elements al vídeo resultant.
- Aquest programari permet arrossegar cercles i fletxes a la pantalla per cridar atenció del públic. Aquesta característica està pensada principalment per aquells usuaris que realitzin tutorials.

## Formats d'entrada de documents
Wondershare Filmora permet l'entrada de documents en uns formats concrets que cal respectar, en cas que vulguem incloure un arxiu que no pertany a la llista de formats següents no es podrà editar amb aquest software. Els formats són els que tenim a continuació:
- MPEG-1/2 Video: (.mpg, .mpeg, .m1v, .m2v)
- MPEG-4: (.mp4, .m4v, .3gp, .3g2, .3gp2)
- QuickTime Movie: (.mov encoded with H.264, MPEG 4 or MJPEG còdec only)
- Camcorder: (.DV, .mod, .tod, .MTS, .M2TS, .m2t)
- Flash Video: (.flv, .f4v)
- Windows Media: (.wmv, .asf)
- Audio Visual Interleave (.avi)
- Matroska Video: (.mkv codificat amb H.264, MPEG 4 o només còdec de MJPEG)
- HTML5 Vídeo: (.mp4, .webm, .ogv)
- Formats DVD no encriptats: (.VOB, .vro)
- .mp3 i .m4a
- .wav
- .wma
- .ogg
- .flac
- .aac
- .aif i .aiff

## Formats d'exportació de projectes
A l'hora d'exportar els projectes finalitzats, Filmora ens permet fer-ho en uns formats de vídeo o àudio determinats. Hem de recordar que si disposem de la versió gratuïta de Wondershare Filmora, ens apareixerà una marca d'aigua que ocuparà tota la pantalla. En cas que tinguem alguna de les diverses opcions de pagament, aquesta marca d'aigua no apareixerà. Els formats d'exportació són els següents:
- Els formats de vídeo i àudio són: .mp4, .wmv, .avi, .mov, .f4v, .mkv, .ts, .mpg, .3gp, .webm, .gif, .mp3.
- En cas que es tracti de ídeos 4k els formats d'exportació són: .mp4, .mov, .mkv.
- En cas que vulguem exportar en DVD també ho podem fer.